# Наутилус (подводница, 1800)
Вижте пояснителната страница за други значения на Наутилус.
„Наутилус“ е подводница, построена от американския изобретател Робърт Фултън и пусната на вода в гр. Хавър, Франция през 1800 г.
Корпусът на подводницата е направен от медни листове върху железни ребра. Използва кормилни плоскости за управление в хоризонталната и вертикалната плоскост. Има резервоари за сгъстен въздух, позволяващи на четиричленния екипаж 6 часа престой под водата. Под повърхността подводницата се придвижва чрез четирилопатков винт, въртян на ръка. Когато е над водата за допълнителна тяга се използва сгъваема мачта и ветрило.
„Наутилус“ е изпробвана във Франция между 1800 и 1801 година. Фултън и четирима механици се потапят на дълбочина от 8 метра, използвайки баластни цистерни. По време на изпитанията „Наутилус“ успява да потопи шхуна с теглен от нея барутен заряд, наречен от Фултън „торпедо“ на името на електрическия скат. Въпреки това, френското правителство отказва да продължи финансирането на Фултън през 1804 г.
Фултън отива заедно с подводницата си в Обединеното кралство. След преговори британското Адмиралтейство решава да не използва изобретението и дори се опитва да плати на Фултън да не използва или развива по-нататък идеята си. Фултън отказва.